# Banc Àrab d'Israel
El Banc Àrab d'Israel (en hebreu: בנק ערבי ישראלי, en àrab: البنك العربي الاسرائيلي), es un banc israelià que fou creat en l'any 1961. És propietat del Banc Leumi i ofereix els seus serveis a la població àrab del país. En l'any 1971, el Banc Leumi va comprar l'entitat que serveix principalment als habitants àrabs d'Israel que viuen en el nord del país. El banc àrab té 35 sucursals en el nord d'Israel i en una regió coneguda amb el nom del triangle. El banc està enfocat principalment cap a la banca de consum i té prop de 470 empleats.